# Лепсе Іван Іванович
Іван Іванович Лепсе (лат. Jānis Lepse, (14 липня 1889, місто Рига, тепер Латвія — 6 жовтня 1929, місто Москва, тепер Російська Федерація) — радянський профспілковий та політичний діяч, латиський і російський революціонер, голова ЦК Спілки металістів, член ВЦВК та ЦВК СРСР, член Виконавчого бюро Профінтерна з 1924. Кандидат у члени ЦК РКП(б) у 1922—1924 роках. Член ЦК ВКП(б) у 1924—1929 роках. Кандидат у члени Організаційного бюро ЦК ВКП(б) з 2 червня 1924 по 6 жовтня 1929 року.

## Біографія
Ян (Яніс) Лепсе народився в Ризі в родині робітника. Закінчив початкове училище та освітні курси. З чотирнадцяти років працював формувальником у ливарному цеху на ризькому машинобудівному заводі «Фельзер». 
Член Латиської соціал-демократичної робітничої партії з 1904 року. Член РСДРП з 1906 року.
Учасник революції 1905—1907 років у Ризі. Керував страйковим рухом, був керівник існуючої на заводі «Фельзер» більшовицької організації РСДРП.
З 1914 по 1915 рік служив у російській армії, брав участь у Першій світовій війні, отримав поранення і був демобілізований у зв'язку з непридатністю до подальшої військової служби.
З 1915 року — робітник на заводі в Петрограді, більшовицький агітатор. 
У березня 1917 році — голова районного комітету РСДРП(б) Петроградської сторони. З квітня 1917 року — член Центрального правління Спілки металістів Петрограда.
З жовтня 1917 року — завідувач Біржі праці Петрограда. У 1918 році очолював Петроградський комітет Спілки робітників-металістів.
У січні — червні 1919 року — член Комітету оборони Петрограда від військ Юденича, член Революційної військової ради 7-ї армії РСЧА. У липні 1919 — лютому 1920 року — військовий комісар 10-ї стрілецької дивізії, у вересні — грудні 1920 року — військовий комісар 11-ї стрілецької дивізії РСЧА.
З грудня 1920 року — секретар, голова Петроградської Ради профспілок.
У березні 1921 року — військовий комісар Південної групи військ при придушенні Кронштадтського повстання.
З 1921 по 6 жовтня 1929 року — голова ЦК всеросійської, потім — всесоюзної професійної Спілки металістів.
У 1924—1929 роках — член президії ВЦРПС. У 1924—1929 роках — член виконавчого бюро Профінтерна.
У 1926—1929 роках — член президії Вищої ради народного господарства (ВРНГ) СРСР.
6 жовтня 1929 року помер у результаті важкої хвороби. Похований у Кремлівській стіні на Красній площі в Москві.

## Нагороди
- орден Червоного Прапора (1921)

## Лепсе і Україна
Іван (Яніс) Лепсе жодного разу не був на території України. Свою основну діяльність він проводив переважно у більшовистських столицях. Відомості з його біографії досить уривчасті. Цікавість до його особи українців пов'язана, насамперед, із назвами вулиць, об'єктів інфраструктури та підприємств в українських населених пунктах.

## Вшанування
- Бульвар Івана Лепсе — колишня назва бульвару в Солом’янському районі міста Києва, місцевість Відрадний. Пролягає від Гарматної вулиці до Відрадного проспекту.
- Попри те, що Лепсе не був пов’язаний з Україною, на його честь назвали бульвар у Києві [3] та площу, вулицю й провулок у Маріуполі, заводи в Києві (“Київтрактородеталь” ім. Лепсе) та в Золотоноші (Золотоноський машинобудівний завод ім. Лепсе)  Вацлав Гавел у Києві таки переміг більшовика Лепсе. Результати голосування 13/07/2016  [Архівовано 15 березня 2018 у Wayback Machine.].

Пов'язані назви
- Колишнє головне підприємство виробничого об'єднання «Київтрактородеталь» бере своє історію ще з 1922 року, коли механічні майстерні Київського політехнічного інституту освоїли випуск запасних запчастин для тракторів іноземних марок. У 1929 році заводу було присвоєно ім'я тодішнього начальника ЦК Союзу робітників-металістів Івана Лепсе. Отримавши статус окремого підприємства, завод почав з 1934 року випускати запчастини для вітчизняних тракторів, а з 1936 ремонтувати двигуни і коробки передач танків. 
З 1972 року  — головне підприємство об'єднання «Київтрактородеталь», в яке входило кілька заводів 
За незалежної України колишній завод імені Лепсе [Архівовано 26 грудня 2017 у Wayback Machine.] (стара адреса бульвар Івана Лепсе, 16) ледь животіє, виробничі потужності розпродані, розграбовані, знищені, і в основному на великий його території і в величезних цехах туляться дрібні фірмочки і підприємства, однак, пропускний режим діє до сих пір. На 2015 рік залишаються занедбаними 6 взаємопов'язаних цехів в північній частині заводу, практично весь метал звідти вивезено, але цехи зберігають атмосферу занедбаності і запустіння. Під цехами є величезні підвали. Також інтерес представляє занедбаний зимовий сад заводу.

## Декомунізація
- У лютому 2016 року в рамках декомунізації площа, вулиця й провулок Лепсе в Маріуполі перейменовані в Правобережні.
- В липні 2016 бульвар Івана Лепсе в м.Києві став називатися Бульвар Вацлава Гавела.